# Saint-Félix (Lot)
Saint-Félix è un comune francese di 464 abitanti situato nel dipartimento del Lot nella regione dell'Occitania.

## Società

### Evoluzione demografica
Abitanti censiti